# تام بروفی
تام بروفی (انگلیسی: Tom Brophy؛ زادهٔ) بازیکن فوتبال اهل بریتانیا است.
از باشگاه‌هایی که در آن بازی کرده‌است می‌توان به باشگاه فوتبال سنت هلنز تاون، باشگاه فوتبال ساوتند یونایتد، و باشگاه فوتبال برنلی اشاره کرد.